# دولت ولز
دولت ولز (ویلزی: Llywodraeth Cymru) یک دولت قدرت‌سپار واگذار شدهٔ ولز است. این دولت متشکل از وزرایی است که در جلسات کابینه شرکت می‌کنند و معاونان وزیری که شرکت نمی‌کنند و همچنین از یک مشاور کل تشکیل می‌شود. این دولت توسط وزیر اول (ولز) رهبری می‌شود که او معمولاً رهبر بزرگترین حزب در سند (پارلمان ولز؛ ولزی: Senedd Cymru) است که وزرا و معاونان وزیر را با تأیید سند انتخاب می‌کند. دولت مسئول ارائهٔ سیاست در محدوده‌های واگذار شده (مانند بهداشت، آموزش، توسعه اقتصادی، حمل و نقل و دولت محلی) برای بررسی توسط سند و اجرای سیاستی است که توسط سند تصویب شده‌است.
دولت کنونی ولز، پس از انتخابات سند در سال ۲۰۲۱، یک دولت اقلیت کارگر است. از دسامبر ۲۰۱۸ مارک دریکفورد وزیر اول ولز بوده‌است.